# Giannīs Kargas
Giannīs Kargas (in greco Γιάννης Κάργας?; Kilkis, 9 dicembre 1994) è un calciatore greco, difensore del Volo.

## Carriera
Ha giocato nella prima divisione dei campionati greco, bielorusso, bulgaro e cipriota.

## Palmarès

### Club

#### Competizioni nazionali
- Supercoppa di Bielorussia: 1

Dinamo Brėst: 2018
- Coppa di Bielorussia: 1

Dinamo Brėst: 2017-2018